# Bahnstrecke Glöwen–Havelberg
| Strecke                                          |     | Berlin-Hamburger Bahn von Berlin   | Berlin-Hamburger Bahn von Berlin   |
| Bahnhof                                          | 0,0 | Glöwen                             | Glöwen                             |
| Abzweig ehemals geradeaus und nach rechts        |     | Berlin-Hamburger Bahn nach Hamburg | Berlin-Hamburger Bahn nach Hamburg |
| Haltepunkt / Haltestelle (Strecke außer Betrieb) | 1,8 | Forst Friedrichswalde              | Forst Friedrichswalde              |
| Bahnhof (Strecke außer Betrieb)                  | 4,0 | Nitzow                             | Nitzow                             |
| Bahnhof (Strecke außer Betrieb)                  | 7,1 | Toppel                             | Toppel                             |
| Kopfbahnhof Streckenende (Strecke außer Betrieb) | 9,3 | Havelberg                          | Havelberg                          |

| Kopfbahnhof Streckenanfang (Strecke außer Betrieb) | 0,0 | Glöwen (Anschluss zur Berlin-Hamburger Bahn und zur Strecke Glöwen–Viesecke) | Glöwen (Anschluss zur Berlin-Hamburger Bahn und zur Strecke Glöwen–Viesecke) |
|                                                    |     |                                                                              |                                                                              |
| Bahnhof (Strecke außer Betrieb)                    | 4,0 | Nitzow                                                                       | Nitzow                                                                       |
| Haltepunkt / Haltestelle (Strecke außer Betrieb)   | 5,5 | Dahlen                                                                       | Dahlen                                                                       |
| Bahnhof (Strecke außer Betrieb)                    | 7,1 | Toppel                                                                       | Toppel                                                                       |
| Kopfbahnhof Streckenende (Strecke außer Betrieb)   | 9,3 | Havelberg                                                                    | Havelberg                                                                    |

Die Bahnstrecke Glöwen–Havelberg war eine Eisenbahnstrecke in Brandenburg und Sachsen-Anhalt. Sie führte von Glöwen nach Havelberg.

## Geschichte

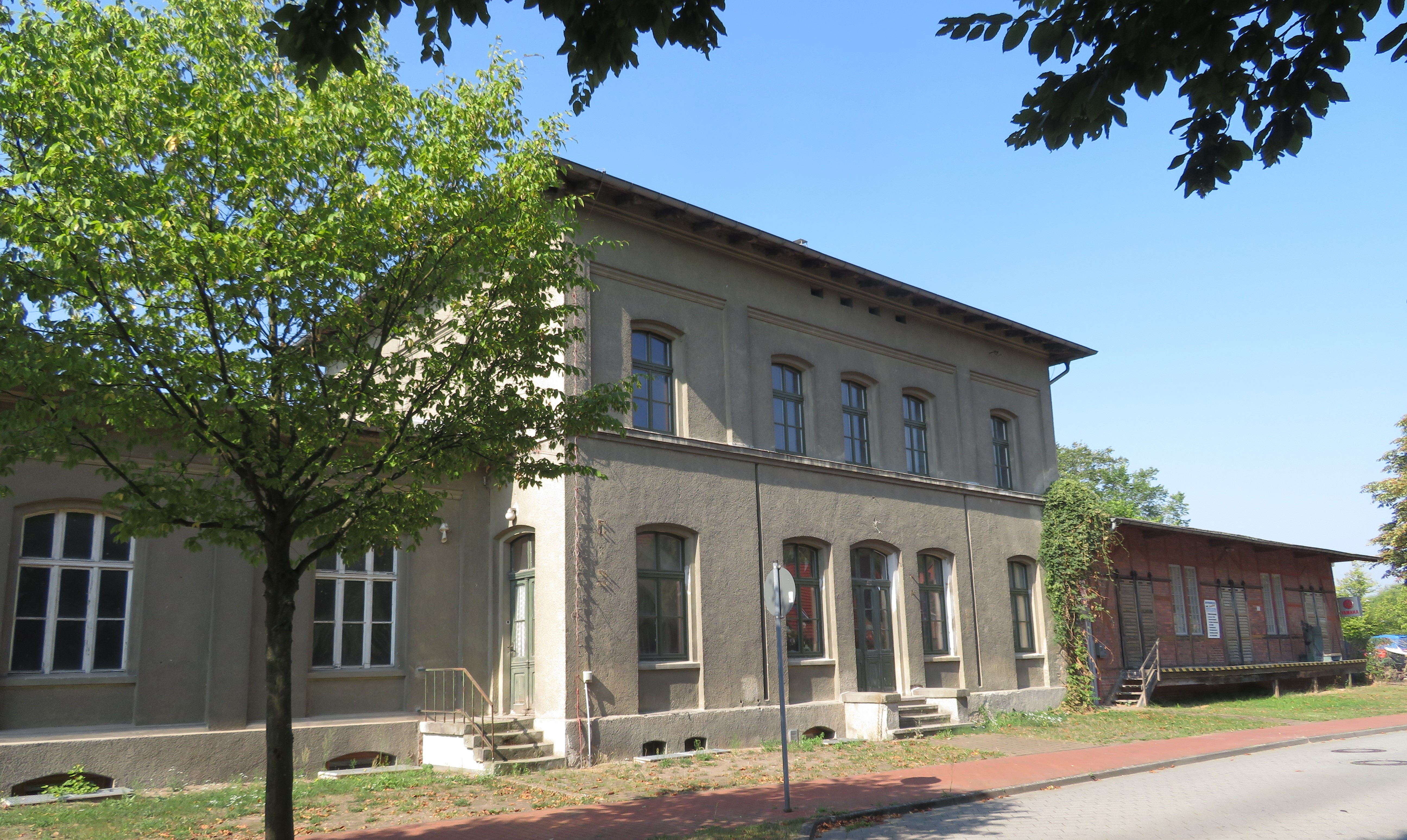
Ehem. Bahnhof in Havelberg

Schon  bei der Projektierung der Berlin-Hamburger Bahn in der ersten Hälfte des 19. Jahrhunderts strebte man in Havelberg nach einem Eisenbahnanschluss, allerdings verlief die Strecke später fernab der Stadt. Erst mit dem Bau der Stichstrecke Glöwen–Havelberg erhielt die Stadt doch noch einen Bahnanschluss. Die Strecke wurde am 15. Februar 1890 als Regelspurstrecke von der Preußischen Staatsbahn eröffnet, Zwischenstationen entstanden in Nitzow und Toppel.
Eine zunächst geplante Streckenverlängerung Richtung Süden, wo ab 1909 im wenige Kilometer entfernten Sandau Anschluss an die Bahnstrecke Schönhausen–Sandau bestanden hätte, wurde nicht mehr umgesetzt.
Im Zweiten Weltkrieg entstand eine Anschlussbahn zu einem Munitionslager mit militärischen Produktionsstätten nördlich von Nitzow. Nach dem Krieg wurde die Bahnstrecke im Herbst 1947 als Reparationsleistung demontiert. Es verkehrten zuletzt fünf Personenzugpaare täglich, die die 2. und 3. Klasse führten.
Um die Stadt Havelberg wieder an das Bahnnetz anzuschließen, beschlossen die VVB Landesbahnen Brandenburg, den Abschnitt wiederaufzubauen. Am 3. September 1948 wurde die Strecke als 750-mm-Schmalspurbahn wiedereröffnet. Der Oberbau der Schmalspurbahn stammte von der eigens dafür abgebauten Schmalspurbahn Kreuzweg–Viesecke und dem Abschnitt Dahme–Görsdorf der ehemaligen Jüterbog-Luckenwalder Kreiskleinbahnen. Am 5. April 1971 stellte die Deutsche Reichsbahn den Güterverkehr auf der Strecke ein, während sie den Reiseverkehr noch bis zum 26. September 1971 fortführte. Anschließend wurde die Strecke stillgelegt und abgebaut.
Obwohl die Schmalspurbahn Glöwen–Kreuzweg die gleiche Spurweite hatte, gab es im Bahnhof Glöwen keine Gleisverbindung zur Strecke Glöwen–Havelberg, die normalspurige Berlin-Hamburger Bahn lag dazwischen. Der Fahrzeugaustausch geschah über normalspurige Transportwagen. So musste auch eine eigene Rollwagengrube gebaut werden und eine Rampe zum Beladen der Transportwagen.
Bei der Betriebsaufnahme 1948 kamen von der Deutschen Reichsbahn die Lokomotive 99 791 (Erstbesetzung), ab 1957 als 99 4712 bezeichnet, auf die Strecke, außerdem fabrikneu die spätere 99 1401. Beide Lokomotiven tauschte die Deutsche Reichsbahn nach Übernahme des Betriebes durch schwächere Lokomotiven der DR-Baureihe 99.450. Es kamen aber auch 99 4511 und 99 4701 nach Havelberg zum Einsatz.
Das ehemalige Bahnhofsgebäude in Havelberg an der Bahnhofstraße dient heute gewerblichen Zwecken. Es steht unter Denkmalschutz, ebenso das heute als Wohnhaus genutzte frühere Bahnhofsgebäude von Nitzow.